# Vogelwarte Radolfzell

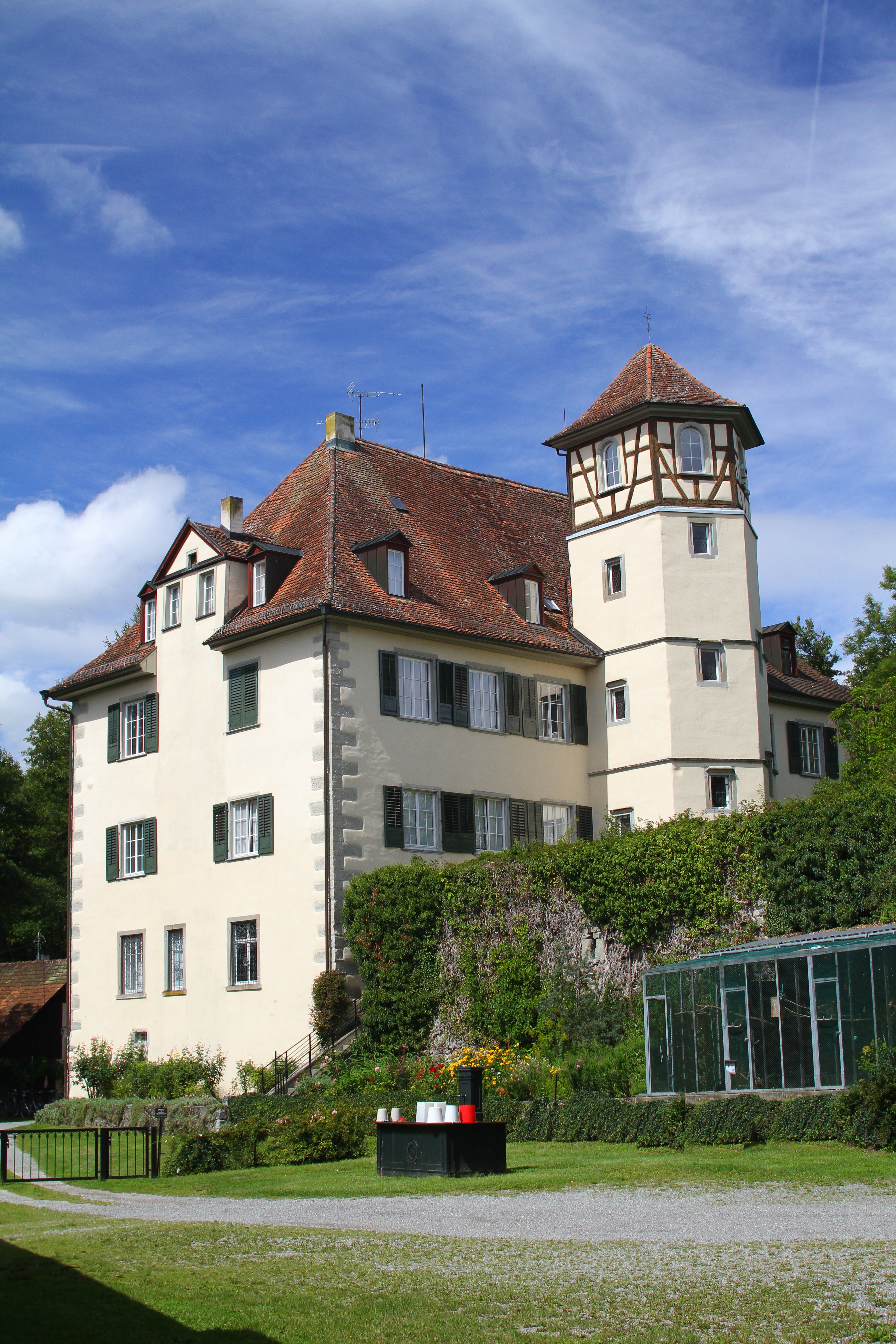
Wasserschloss Möggingen

Die Vogelwarte Radolfzell war eine Vogelwarte der Max-Planck-Gesellschaft in Radolfzell-Möggingen. Sie wurde 1946 im Wasserschloss Möggingen eingerichtet und war Nachfolger der kriegsbedingt aufgelösten Vogelwarte Rossitten in Ostpreußen. 1959 übernahm die Max-Planck-Gesellschaft die Trägerschaft. Zur Vogelwarte gehörte auch ein Beobachtungsstand in der Burgruine Schopflen bei der Bodenseeinsel Reichenau. Seit Mai 2019 gehört der Standort Radolfzell zum Max-Planck-Institut für Verhaltensbiologie mit Sitz in Konstanz. Seitdem wird die Bezeichnung Vogelwarte nur noch als Beiname der Zentrale für Tiermarkierung (früher: „Beringungszentrale“) genutzt. Der Zentrale für Tiermarkierung ist die Beringungszentrale Mettnau zugeordnet.
Die Vogelwarte Radolfzell war nicht mit der von 1928 bis 1937 privat betriebenen Süddeutschen Vogelwarte verbunden, die im Scheffelschlösschen auf der Halbinsel Mettnau untergebracht war.

## Geschichte
Als die 1901 gegründete Vogelwarte Rossitten der Kaiser-Wilhelm-Gesellschaft kriegsbedingt im Oktober 1944 schließen musste, evakuierte ihr Leiter Ernst Schüz die Einrichtung. Nach dem Krieg trug er die an vielen Orten verstreuten Bestände und Sammlungen im Schloss Möggingen zusammen. Er wurde unterstützt vom damaligen Schlossbesitzer Nikolaus von Bodman, der als Ornithologe die Rossitten zugeordnete Zweigberingungsstelle Baden geleitet hatte. Schüz wurde Direktor des Staatlichen Museums für Naturkunde Stuttgart, weshalb Rudolf Kuhk die Arbeit vor Ort koordinierte und leitete. Mit dem Mitarbeiter Hans Sonnabend (1900–1990), der von 1946 bis 1967 für den technischen Bereich der Beringungszentrale zuständig war und Vogelzählungen im Mindelsee-Gebiet und am Untersee durchführte, konnte an der Vogelwarte das Studium der lokalen Avifauna beginnen; etwas später kam auch Gerhardt Zink (1919–2003) hinzu, der von 1952 bis 1984 an der Vogelwarte arbeitete. Als Schüz 1959 in den Ruhestand ging, wurde die Vogelwarte von der Max-Planck-Gesellschaft (als Nachfolgerin der Kaiser-Wilhelm-Gesellschaft) übernommen und damit die Kontinuität mit Rossitten anerkannt. Sie wurde ein Teil des Max-Planck-Institut für Verhaltensphysiologie, ab Anfang April 1959 geleitet von Gustav Kramer, der jedoch keine drei Wochen später beim Versuch, junge Felsentauben aus ihren Nestern zu nehmen, tödlich verunglückte. 1962 begannen die Arbeiten an einem Erweiterungsbau des Instituts auf einem ehemaligen Feld („Am Obstberg“) unweit von Schloss Möggingen, der 1964 bezogen wurde. Prominentester Leiter des Instituts und der zugeordneten Vogelwarte wurde bis 1967 Konrad Lorenz; auf ihn folgten Jürgen Aschoff und Wolfgang Wickler. Nachfolger von Rudolf Kuhk als örtlicher Leiter in Möggingen war von 1962 bis 1976 Hans Löhrl, gefolgt von Eberhard Gwinner. Im September 1967 wurde Peter Berthold fester Mitarbeiter mit einem eigenen Arbeitsraum im Schloss und am 1. April 1991 zum neuen örtlichen Leiter der Vogelwarte bestimmt. 
Ab 1994 kam es zu einer Zusammenarbeit der Vogelwarte Radolfzell mit der Biologischen Station Rybachy, der russischen Nachfolgeeinrichtung der Vogelwarte Rossitten, im Rahmen des ESF-Programms zur Erforschung des Vogelzugs.
1998 wurden die Vogelwarte und die Abteilung von Eberhard Gwinner (Biologische Rhythmen und Verhalten) mit Sitz in Andechs vom Max-Planck-Institut für Verhaltensphysiologie abgetrennt, da dieses 1999 – nach der Pensionierung von Wolfgang Wickler – aufgelöst werden sollte. Beide wurden in die neu geschaffene, selbständige Forschungsstelle für Ornithologie der Max-Planck-Gesellschaft eingebracht, die im Jahr 2001 umbenannt wurde in Max-Planck-Forschungsstelle für Ornithologie. 2004 wurde dann das Max-Planck-Institut für Ornithologie gegründet, in das beide Einrichtungen eingegliedert wurden, mit der Vogelwarte – unter der Leitung von Wolfgang Fiedler – als Außenstelle des Max-Planck-Instituts für Ornithologie. Nachdem Ende 2007 Martin Wikelski als Direktor an dieses Institut berufen worden war, wurden Personal und Ausstattung der Vogelwarte ab Januar 2008 in seine in Radolfzell angesiedelte Abteilung für Tierwanderungen und Immunökologie eingegliedert; seitdem war die Bezeichnung Vogelwarte nicht mehr offizieller Bestandteil des Institutnamens. Bis April 2019 wurde der Standort Radolfzell des Max-Planck-Instituts für Ornithologie auf dessen Website dennoch weiterhin als „Teilinstitut ‚Vogelwarte Radolfzell‘“ beschrieben, an dem „am Vogelzug und an anderen Tierwanderungen geforscht“ werde.
Im Jahr 2011 verließ die „Vogelwarte Radolfzell“ das Wasserschloss Möggingen und zog in einen nahegelegenen Institutsneubau „Am Obstberg“ um. Zur Verbesserung der Öffentlichkeitsarbeit wurde bei dieser Gelegenheit im ehemaligen Hühnerstall des Schlosses ein Medienzentrum eingerichtet, das Besuchern Filme und Diashows zur Vogelforschung zeigt.
Nachdem im Laufe der Jahre zusätzliche Arbeitsgruppen im Max-Planck-Institut für Ornithologie eingerichtet und zu den Vögeln als Modellorganismen u. a. auch Fische, Schildkröten, Wanderheuschrecken, Spinnen, Flughunde und Paviane gekommen waren, wurde 2018 von der Max-Planck-Gesellschaft eine neuerliche Umorganisation und ein passenderer Name beschlossen: Seit Mai 2019 gehört der Standort Radolfzell zum Max-Planck-Institut für Verhaltensbiologie, das seinen Hauptsitz in Konstanz hat.
Weiterhin ist in Radolfzell allerdings die Zentrale für Tiermarkierung (früher: „Beringungszentrale“) angesiedelt, eine Serviceeinheit, die sich u. a. weiterhin um die Vogelberingung in Süddeutschland und Berlin kümmert. Wann immer ein Wildvogel im Saarland, in Rheinland-Pfalz, Baden-Württemberg, Bayern oder Berlin für ein Projekt irgendeiner Institution mit Markierungsring versehen wird, erfolgt dies mit Ringen aus Radolfzell, auf denen neben einem Buchstaben-/Zahlencode entweder „Radolfzell Germania“ oder bei größeren Ringen gelegentlich auch „Vogelwarte Radolfzell Germania“ steht. Seit Juni 2019 führt die Zentrale für Tiermarkierung offiziell den Beinamen „Vogelwarte Radolfzell“.